# Aciotis
Aciotis är ett släkte av tvåhjärtbladiga växter. Aciotis ingår i familjen Melastomataceae.
Kladogram enligt Catalogue of Life:

## Bildgalleri

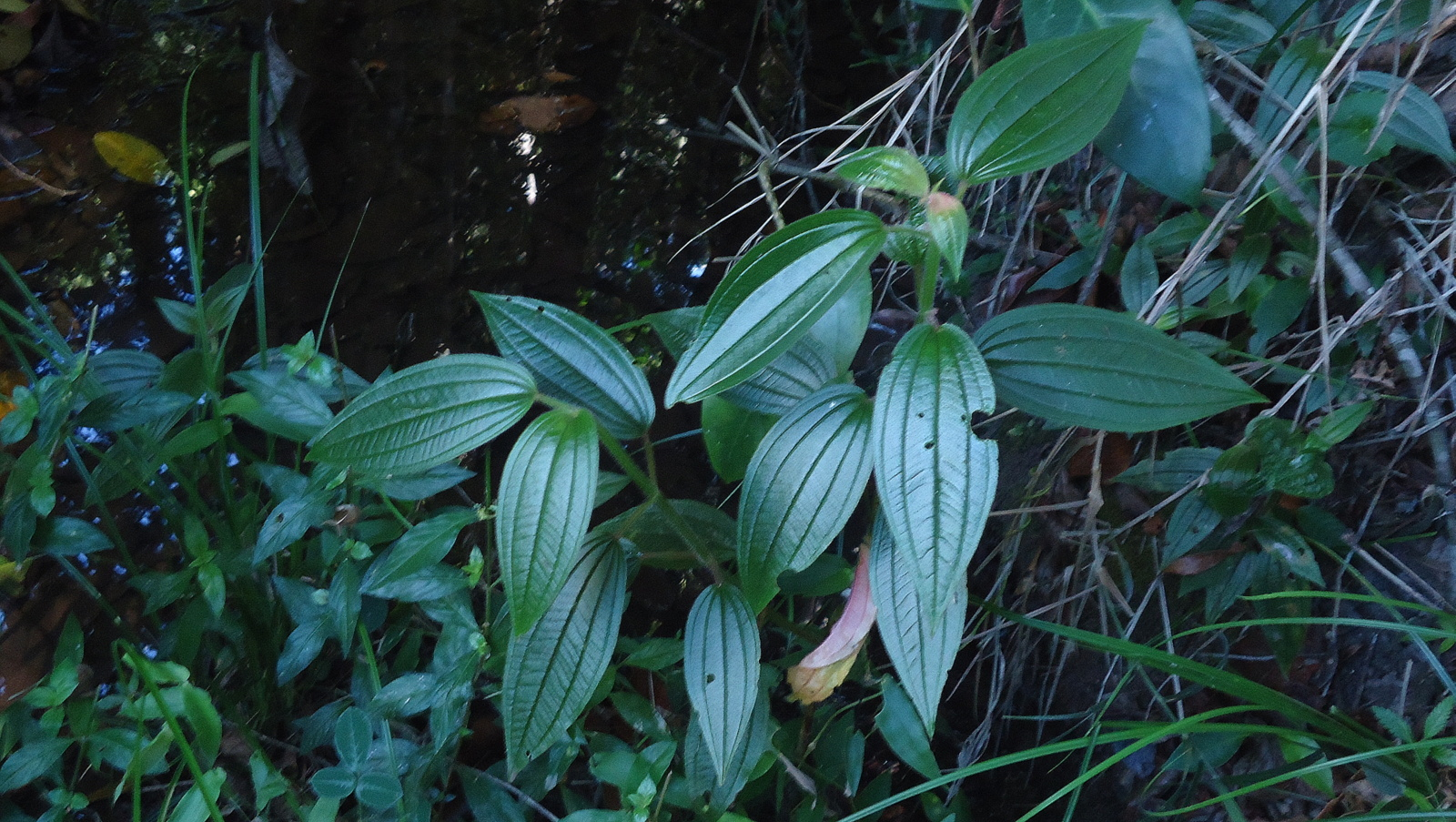
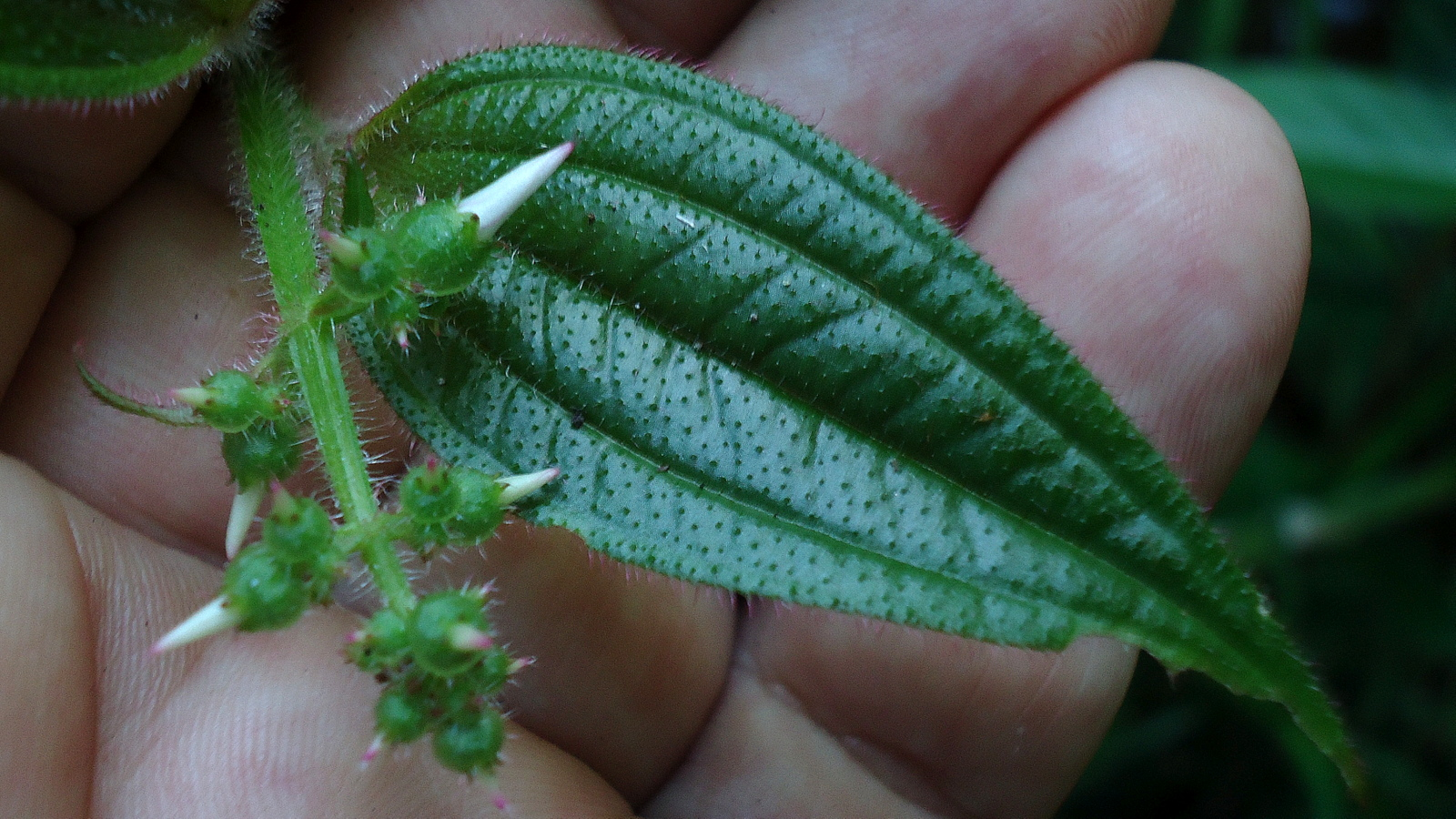
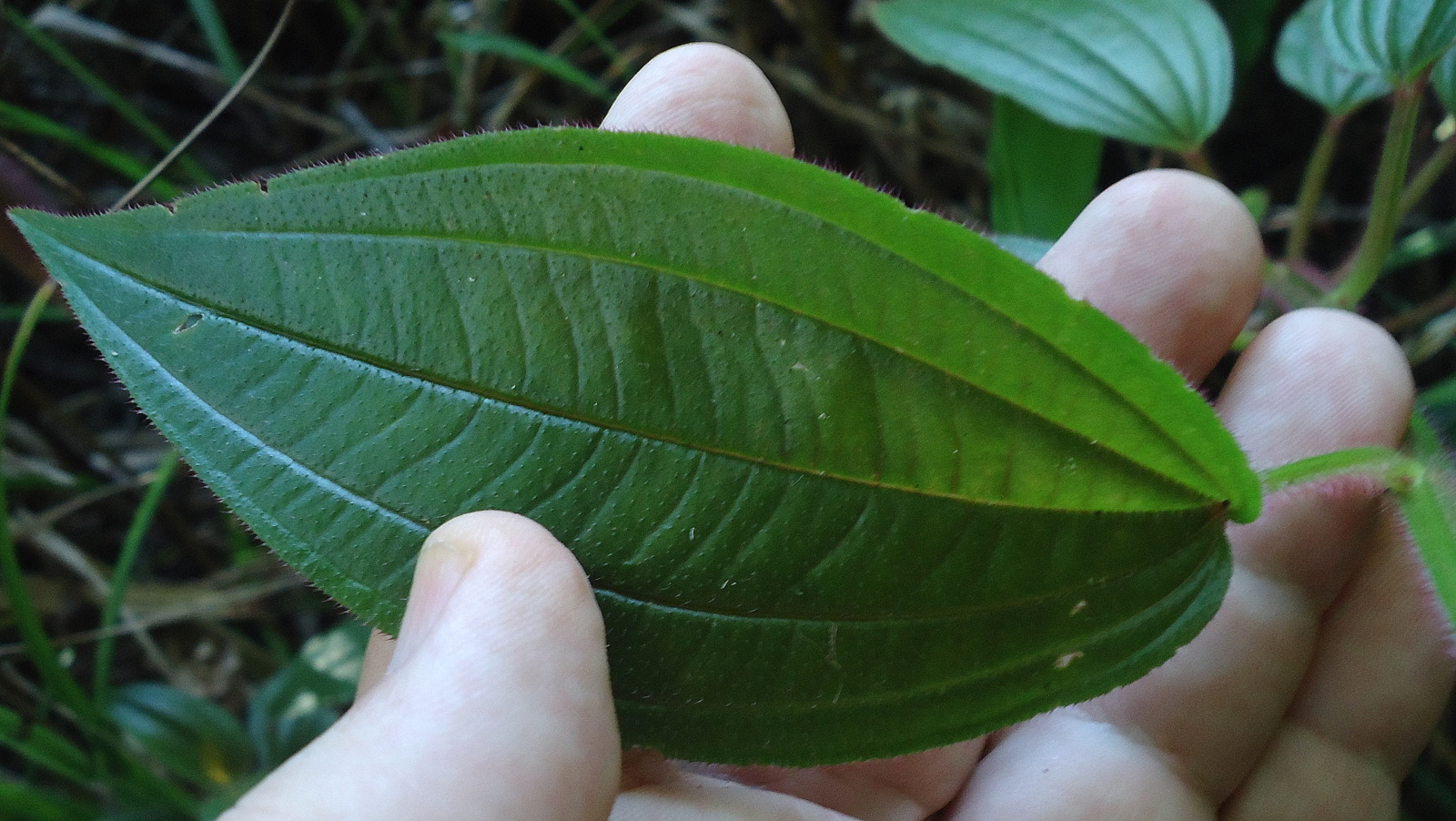
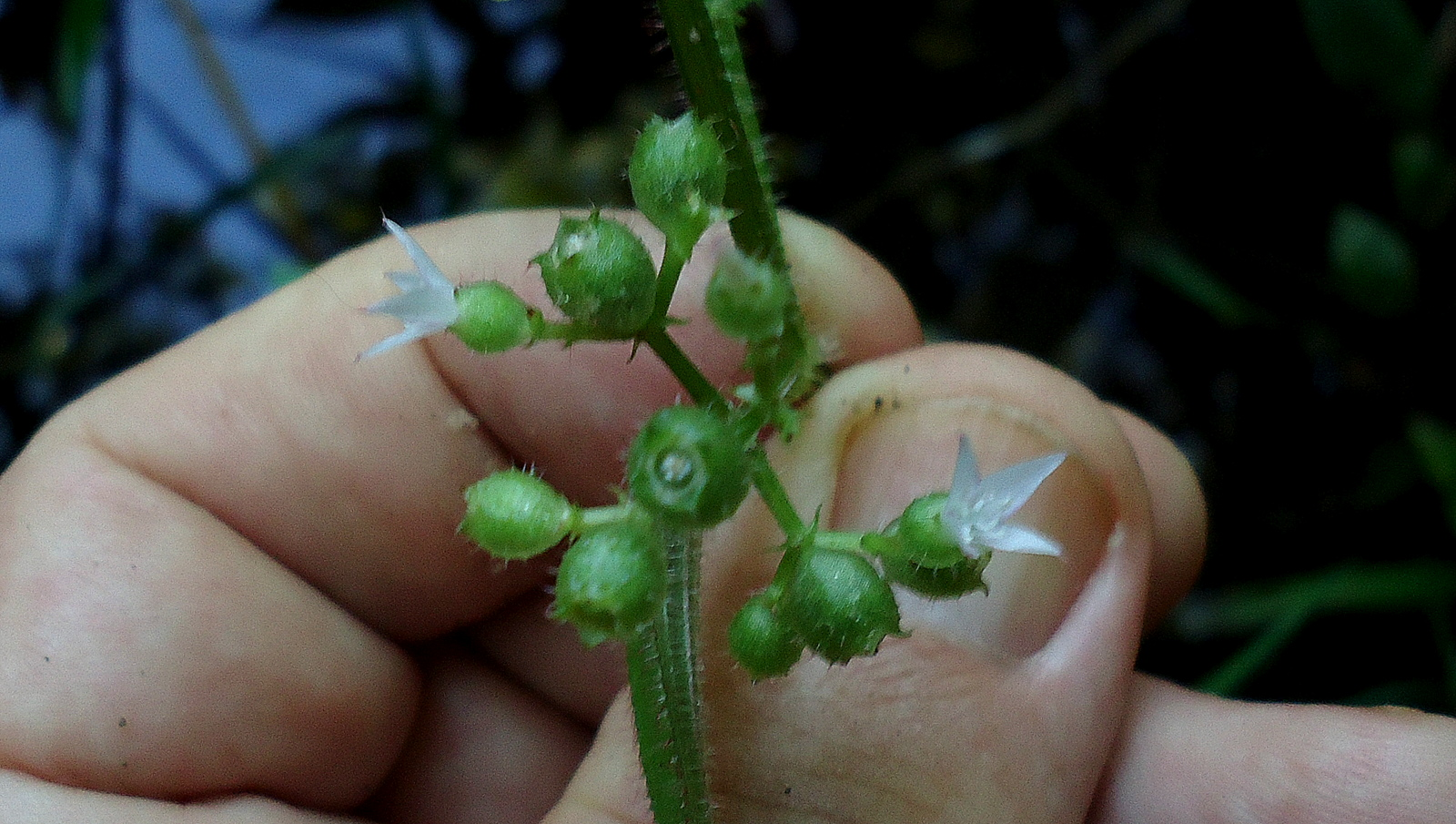
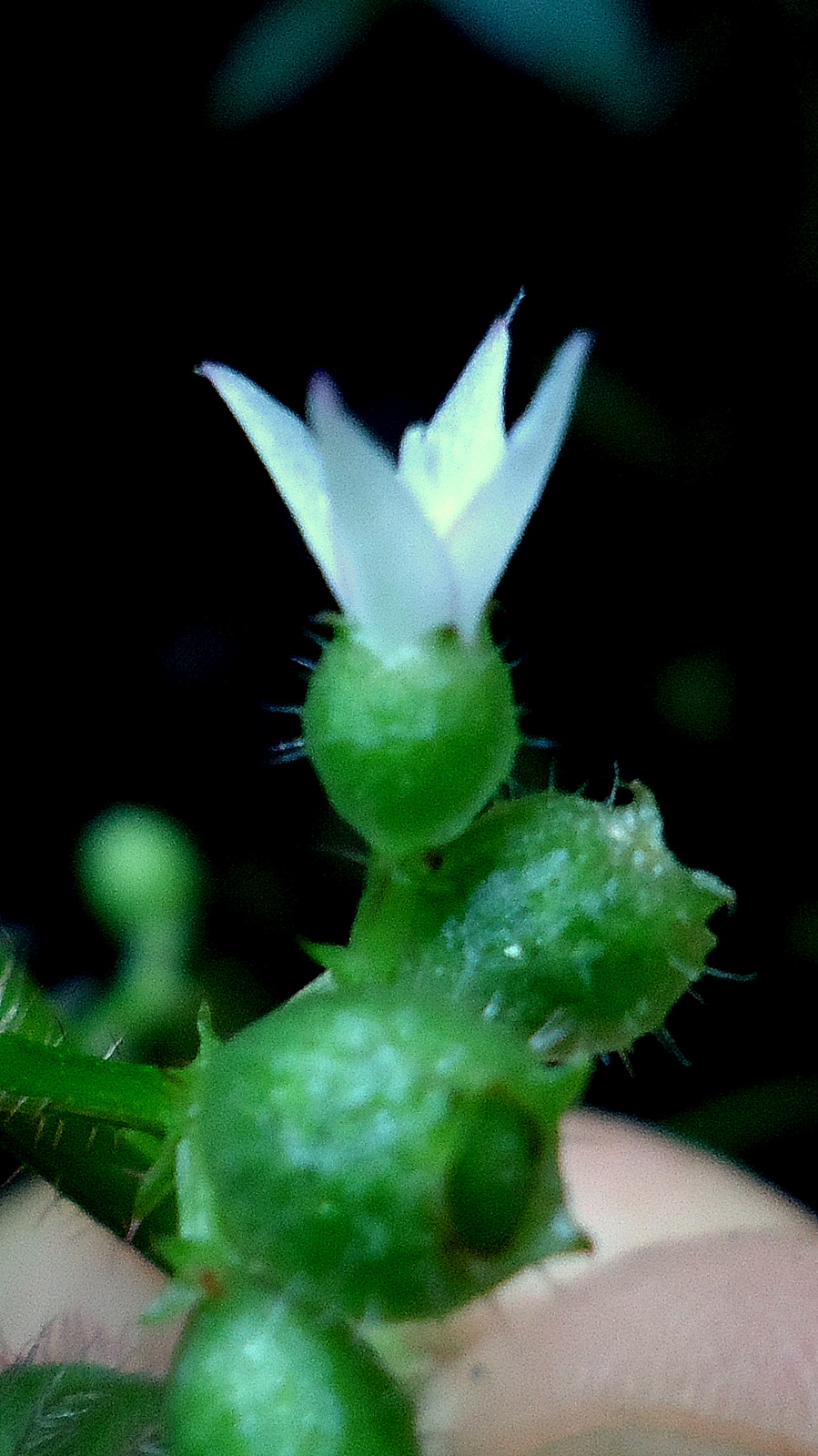
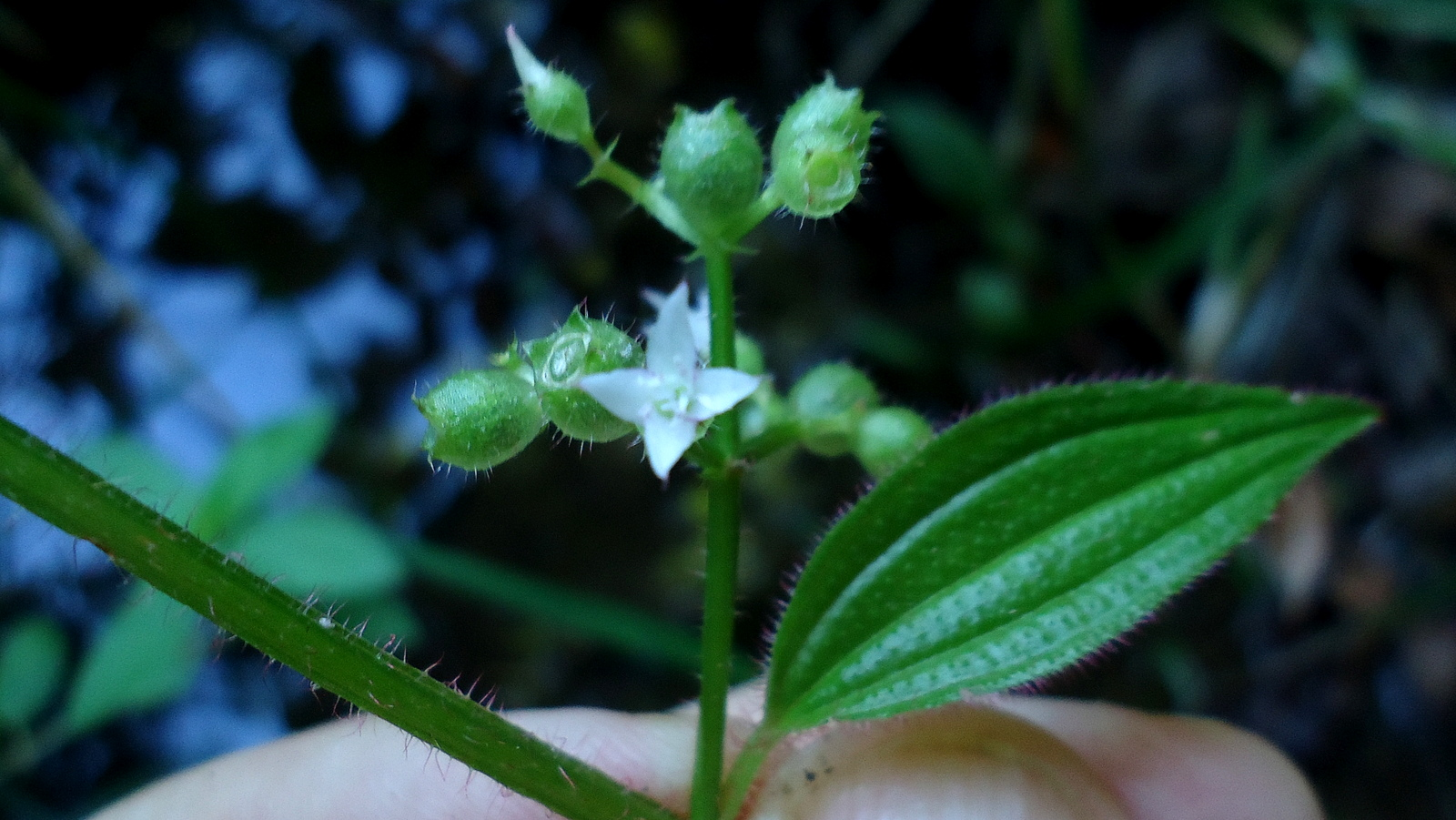